# Palazzo dei Rettori (Ragusa, Croazia)
Il Palazzo dei Rettori è uno storico edificio di Ragusa di Dalmazia.

## Storia
Il palazzo fu la sede del rettore della Repubblica di Ragusa tra il XIV secolo e il 1808.
Ospita il dipartimento di storia del museo della città di Ragusa dal 1872.

## Descrizione
L'edificio presenta uno stile gotico ma possiede anche elementi rinascimentali e barocchi.